# Arundinella spicata
Arundinella spicata là một loài thực vật có hoa trong họ Hòa thảo. Loài này được Dalzell mô tả khoa học đầu tiên năm 1861.